# 大连路街道
大连路街道，是中华人民共和国贵州省遵义市汇川区下辖的一个乡镇级行政单位。

## 行政区划
大连路街道下辖以下地区：
贵阳路社区、长沙路社区、香港路社区、长新社区、大山社区、医新社区、茅草东社区、易格孔社区、田沟社区、航天社区和航星社区。